# Kildibeg
Kildi (Kildi Khan) o Kildi Beg o Kildibeg fou un suposat kan de l'Horda d'Or. Howorth pensa que és el mateix personatge que Kulna Khan (vers 1359-1360) però altres historiadors com Van Hammer o Fraehn el suposen un personatge diferent. La principal causa de considerar-lo diferent és que Kulna Khan, que no hauria regnat ni sis mesos, hauria estat assassinat pel seu germà Nuruzbeg (Nurusbeg o Nurus Khan) vers el 1360 i de fet les monedes amb el nom de Kulna són del 1359 i el 1360, i en canvi hi ha monedes de 1360, 1361 i 1362 amb el nom de Kildibeg o Kildi Khan o Kildibeg Khan encunyades a Nova Sarai, Azak i Mokhshi. Com que en aquestes dates hi havia altres kans regnant cal suposar que Kulna, Nuruzbeg, i Kildibeg (i el seu possible successor Txerkes Khan) es titulaven kan però només gaudien d'un poder regional més o menys ampli.
| Precedit per: Nuruzbeg | Khan de l'Horda d'Or 1361–1363 | Succeït per: Txerkes Khan |